# Hollande
Pour les articles homonymes, voir Hollande (homonymie).
Pour l’article ayant un titre homophone, voir Holland.
Ne doit pas être confondu avec les Pays-Bas.

Hollande-Septentrionale et Hollande-Méridionale (en jaune) dans les Pays-Bas européens actuels.

La Hollande est une ancienne province des Pays-Bas divisée en 1840 en deux provinces distinctes : la Hollande-Septentrionale et la Hollande-Méridionale.
Le nom de cette région historique provient du moyen néerlandais Holtland désignant une « terre boisée » (de holt : « bois », et de land : « terre »).
Du fait de l'importance historique de celle-ci, le terme « Hollande » est aussi utilisé, par synecdoque, pour désigner l'ensemble des Pays-Bas, bien que cette appellation ne soit pas officielle. En 1806, la République batave est transformée en un royaume de Hollande confié à Louis Bonaparte ; c'est la seule occasion où le terme « Hollande » est utilisé officiellement pour désigner l'ensemble des Pays-Bas.
Par une décision prise en octobre 2019, les autorités néerlandaises changent de vocable institutionnel : à partir du 1er janvier 2020, les ministères, ambassades, universités, collèges ou municipalités ne sont alors plus estampillés de « Hollande » mais des « Pays-Bas » et la communication internationale du pays emploie désormais le terme Pays-Bas.
Ses habitants sont les Hollandais et les Hollandaises.

## Histoire de la région
La Hollande est d'abord incluse lors du traité de Verdun en 843 dans la Francie médiane , puis dans la Lotharingie en 855. Elle devient ensuite un comté du Saint-Empire romain germanique de 925 à 1430, mais le comté est assez autonome dès la fin du Xe siècle. Elle est ensuite rattachée aux Pays-Bas bourguignons de 1430 à 1482 (héritage forcé de Jacqueline de Bavière au profit de Philippe le Bon) avant d'être intégrée aux Pays-Bas espagnols dès lors que Charles Quint hérite successivement de son père 1506 et de ses grands-parents maternels (1504 et 1516) et ceci jusqu’à 1648 (indépendance des actuels Pays-Bas).
La Hollande devient ensuite la principale province des Provinces-Unies : elle était le cœur culturel, économique et politique des Provinces-Unies. Les plus importantes cités y étaient situées, telles Amsterdam, Rotterdam, Leyde (Leiden), La Haye (Den Haag, siège du gouvernement), Delft et Haarlem. Des grands ports de la province de Hollande, les marchands néerlandais parcouraient toute l'Europe et les marchands européens se rassemblaient dans les maisons de commerce d'Amsterdam. Ainsi, la plupart des Européens entendirent parler des Provinces-Unies comme « Hollande » plutôt que « République des sept provinces unies ».

Lors de l'occupation française, les Provinces-Unies étaient réunies sous la République batave de 1795 à 1806, ensuite dans le royaume de Hollande de 1806 à 1810 avant d'être entièrement annexées à l'Empire français de 1810 à 1813. Elle est finalement divisée en 1840 en Hollande-Méridionale et Hollande-Septentrionale.

Pays-bas bourguignons en 1477
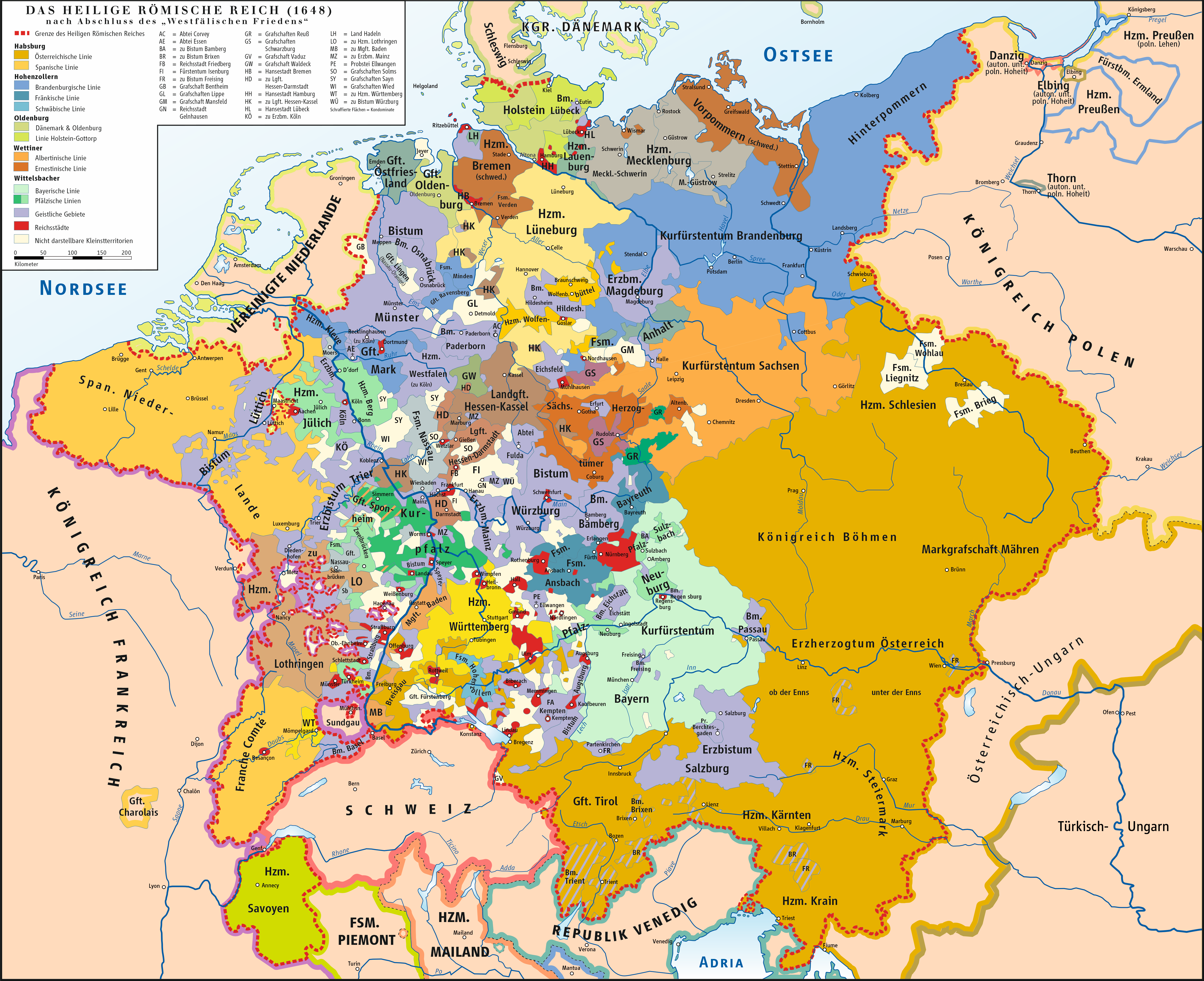
Pays-Bas unis, indépendants du Saint-Empire à partir de 1648
République des Sept Provinces-Unies des Pays-Bas (1579-1795)
République batave (1795-1806)
Royaume de Hollande (1806-1810)
Principauté souveraine des Pays-Bas unis (1813-1815)
Royaume uni des Pays-Bas (1815–1839)
Armes des comtes de Hollande.
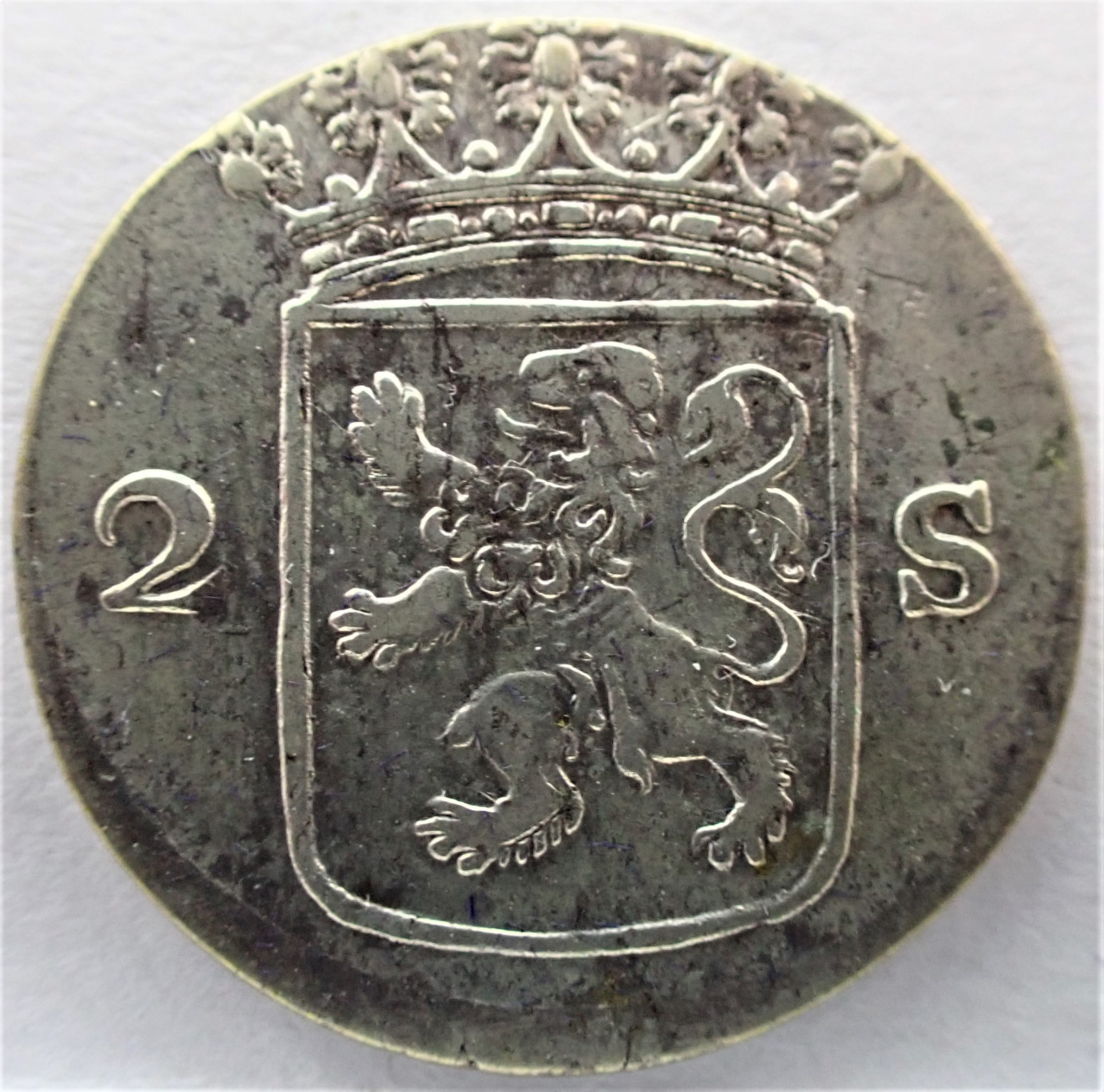
Avers d'un double hollandais de 1774
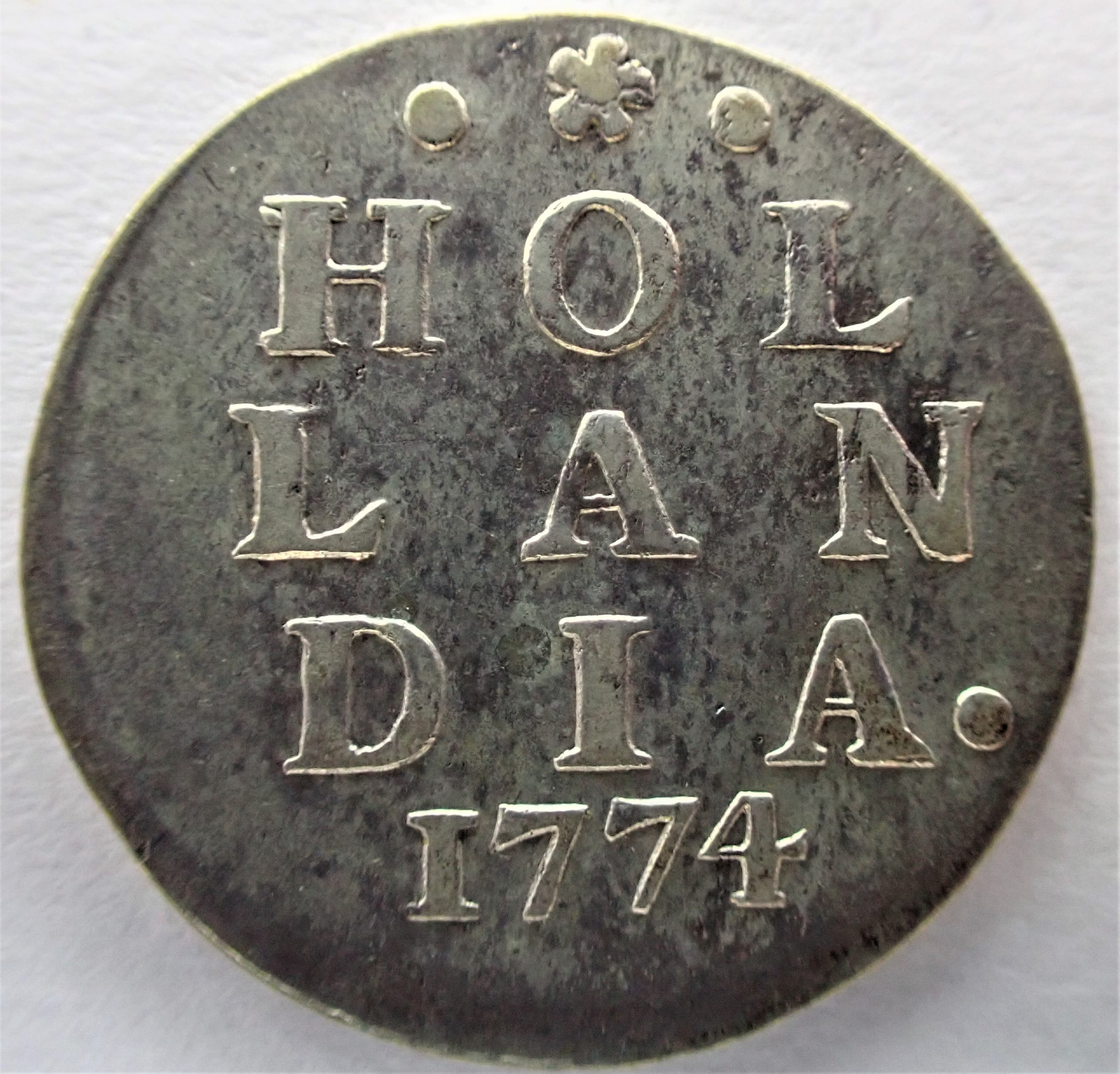
Revers d'un double stuiver avec l'inscription et l'année d'émission.